# ルサ乗り越え
ルサ乗り越え（ルサのりこえ）は、北海道の斜里郡斜里町と目梨郡羅臼町の2町にまたがる標高278mの峠である。

## 概要
知床連峰北部にある知床岳（トッカリムイ岳）と知床硫黄山（ルシャ山）の間に位置する。知床連峰の中では最も標高が低い峠であり、知床岳・知床硫黄山との標高差は約1000mとかなり差が大きい。またこのことからかつてはアイヌが知床半島を横断する際の主要ルートとなり、名前の由来も「ru-e-san-i（道・そこで・浜に出る・ところ）」が由来である。しかし現在はこのルサ乗り越えを通る道は存在せず、行く手段は徒歩のみとなる。羅臼町側にはルサ川、斜里町側にはルシャ川が流れており、両地名は表記は違うが由来はルサ乗り越えと同じである。
斜里町側はルシャ川までの知床保安林管理道は現在通行止めによりアプローチが困難なため、羅臼町側から訪れるのがほとんどである。またルシャ川付近には集落が存在しないためルサ乗り越えを移動ルートとして使う人はおらず、現在訪れる人は冬期に羅臼町側から趣味で登山する人である。